# Godfrey Baniau
Godfrey Baniau (Papúa Nueva Guinea, 28 de febrero de 1977) es un exfutbolista papú que jugaba en la posición de guardameta.

## Clubes
| Club                        | País               | Año       |
| --------------------------- | ------------------ | --------- |
| Nabasa United F.C.          | Papúa Nueva Guinea | 2004-2009 |
| Hekari United Football Club | Papúa Nueva Guinea | 2009-2014 |